# 2090 Mizuho
A 2090 Mizuho (ideiglenes jelöléssel 1978 EA) a Naprendszer kisbolygóövében található aszteroida. Urata Takesi fedezte fel 1978. március 12-én.